# Sleep

sleep — unix-утилита, выполняющая задержку на указанное время (например, при исполнении shell-сценария)
Входит, например, в GNU Coreutils.

## Использование
- sleep ЧИСЛО[СУФФИКС]…
- sleep ПАРАМЕТР

Остановиться на указанное ЧИСЛО секунд. СУФФИКС может принимать значения «s» для секунд (по умолчанию), «m» для минут, «h» для часов и «d» для дней. Хотя большинство реализаций требуют указания ЧИСЛА, как целого значения, здесь ЧИСЛО может быть числом с плавающей запятой, а СУФФИКС отображает период времени. Также возможно использование команды sleep в качестве планировщика задач.

## Параметры запуска
--help
выдаёт эту информацию и заканчивает работу
--version
выдаёт информацию о версии и заканчивает работу

## Примеры
sleep 5
даёт указание скрипту приостановить работу на 5 секунд
sleep 5h
даёт указание скрипту приостановить работу на 5 часов
sleep 3h; mplayer foo.ogg
Подождать 3 часа, затем воспроизвести файл foo.ogg